# توماس ستيرلينغ (سياسي)
توماس ستيرلينغ (بالإنجليزية: Thomas Sterling)‏ هو محامي وسياسي أمريكي، ولد في 21 فبراير 1851 في أماندا في الولايات المتحدة، وتوفي في 26 أغسطس 1930 في واشنطن العاصمة في الولايات المتحدة. حزبياً، نشط في الحزب الجمهوري. وقد انتخب عضو مجلس الشيوخ الأمريكي.